# Миргородский, Максим Викторович
Максим Викторович Миргородский (укр. Макси́м Ві́кторович Миргородський; род. 27 сентября 1979, Болград, Одесская область, Украинская ССР) — украинский военный, генерал-майор, командующий Десантно-штурмовыми войсками Вооружённых сил Украины (2021—2024). Первый участник войны в Донбассе, ставший полным кавалером ордена Богдана Хмельницкого. В 2022 году стал членом Ставки Верховного главнокомандующего.

## Биография
Родился 27 сентября 1979 года.
Во время войны на востоке Украины участвовал в боях за Славянск, обороне Донецкого аэропорта и боях за Дебальцево.
25 апреля 2015 года был награждён орденом Богдана Хмельницкого I степени, таким образом став первым из участников АТО полным кавалером этого ордена.
Во время войны продолжил обучение, в июне 2017 года окончил Национальный университет обороны Украины, получил диплом магистра.
По состоянию на декабрь 2018 — командир 95-й отдельной десантно-штурмовой бригады.
9 августа 2021 года был назначен командующим Десантно-штурмовыми войсками Вооружённых Сил Украины.

## Воинские звания
- 6 декабря 2018 года — полковник[7]
- 24 августа 2021 года — бригадный генерал[8]
- 21 апреля 2022 года — генерал-майор[9]

## Награды
- Орден Богдана Хмельницкого І ст. (24 апреля 2015 года) — за личное мужество, героизм и высокий профессионализм, проявленные в защите государственного суверенитета и территориальной целостности Украины, верность военной присяге[10].
- Орден Богдана Хмельницкого ІІ ст. (27 ноября 2014 года) — за личное мужество и героизм, проявленные в защите государственного суверенитета и территориальной целостности Украины[11].
- Орден Богдана Хмельницкого ІІІ ст. (5 июля 2014 года) — за личное мужество и героизм, проявленные в защите государственного суверенитета и территориальной целостности Украины, верность военной присяге[12].
- Орден «За мужество» ІІІ ст (2 августа 2014 года) — за личное мужество и героизм, проявленные в защите государственного суверенитета и территориальной целостности Украины[13].
- Медаль «За военную службу Украине» (5 декабря 2011 года) — за значительный личный вклад в укрепление обороноспособности Украинского государства, образцовое исполнение воинского долга, высокий профессионализм и по случаю 20-летия Вооруженных Сил Украины[14].